# Fred Ioakim
Fred Ioakim – kiribatyjski koszykarz, reprezentant kraju na arenie międzynarodowej.
W 2003 roku, jego zespół wziął udział w Igrzyskach Pacyfiku rozgrywanych na Fidżi. Podczas tego turnieju wystąpił w czterech meczach, w których zdobył trzy punkty, jednak jego ekipa nie odegrała większej roli w zawodach (zespół ten zajął ostatnie 8. miejsce). Ioakim łącznie grał przez 34 minuty.